# Термобаричний боєприпас

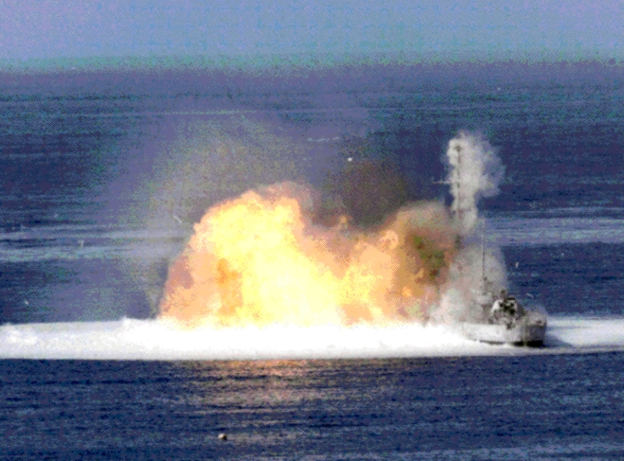
Вибух потужного термобаричного боєприпасу з відстані ~ 2 км

Термобари́чний боєприпа́с, ТББ, ОДБ — боєприпас, створений на основі ефекту об'ємного вибуху пилогазових або аерозольних хмар. Багатьма експертами відноситься до різновиду запалювальної зброї масового ураження, хоча термобаричні боєприпаси прямо не заборонені міжнародними договорами.

## Назва
Назва утворена від (грец. θερμο + βαρός) — температура і тиск, позаяк під час вибуху у аерозольній хмарі розвивається висока температура і величезний тиск. Цей вид зброї в ЗМІ часто називають вакуумною бомбою, але ця назва не є офіційною і не є правильною.
Іншими мовами: (англ. FAE, FAX — fuel air explosive, HIT — high-impulse thermobaric weapon, фр. arme thermobarique, нім. Aerosolbombe)

## Історія
З ефектом об'ємного вибуху пилогазових або аерозольних хмар людство познайомилося ще в часи античності. Вибухи млинів не були поодиноким явищем. Достатньо було досягти критичної концентрації борошняного пилу в приміщенні млину, а освітлення було на свічках, як млин буквально розносило потужним вибухом на шматки.
Гірники добре знають як вибухає дрібний вугільний пил у повітрі гірничих виробок. Так само вибухає ультрадрібна тирса, розпилена в повітрі цехів меблевих фабрик, цукрова пудра на цукрових заводах, аерозольні хмари звичайної олії, дрібний пил на фармацевтичних фабриках і багато інших тонкодисперсних горючих матеріалів, розпилених у повітрі.

## Принцип дії

Авіаційний термобаричний боєприпас у розрізі

Принцип дії боєприпасу об'ємного вибуху заснований на детонації хмари горючого аерозолю. Завдяки великим розмірам хмари (на порядки більше, ніж розміри зарядів з конденсованою вибуховою речовиною), ударна хвиля зберігає разючу дію на значній відстані від центру хмари.
Вибух відбувається у дві стадії:
1. по команді детонатора, як правило безконтактного, підривається невеликий заряд звичайної вибухової речовини (його мета — рівномірно розподілити горючу речовину за об'ємом хмари);
2. з невеликою затримкою (90—500 мілісекунд) підривається другий заряд (іскровий) (або декілька зарядів), що викликає детонацію аерозолю. Основні руйнування спричиняє надзвукова повітряна ударна хвиля (швидкість детонації аерозольної хмари 1500—3000 м/с) і висока температура (залежить від калорійності пального). Як основний заряд у термобаричних боєприпасах застосовуються висококалорійні палива:

- окис етилену
- перекис ацетилену
- диборан (або борогідриди)
- диметилгідразин
- пропан
- пропілнітрат, ізопропілнітрат
- рідкий гептан
- бензин

Також використовують різноманітні рецептури, наприклад такі, як американська MAPP:

18 % пропану

7,4 % пропілену

10 % нормального бутану

26,1 % пропадієну

37 % метилацетилену

<1 % етану, циклопропану і ненасичених бутанів
Пальне для ТББ повинно відповідати кільком критеріям:
- Висока питома теплота згорання аерозолю
- Великий об'єм газоподібних продуктів вибуху (фугасність)
- Мінімальна в'язкість для швидкого розпилення

## Фактори ураження
У термобаричних боєприпасів є два фактори ураження:
1. ударна хвиля;
2. висока температура в області вибуху (до 1000 °C), яка може спричинити загоряння навколишніх горючих матеріалів.

Дія вибуху ТББ на людину жахлива: ударна хвиля спричиняє контузію, розрив барабанних перетинок, кровотечу з носа, баротравму легень різного ступеня, часто з крововиливами в легені, переломи кісток. Клінічна картина ускладнюється обширними опіками різного ступеня й термічним шоком. Зафіксовані випадки, коли легені повністю вигорали із середини.

## Особливості
Сучасні ТББ, як правило, є тонкостінним циліндром, довжина якого у 2—3 рази більша за діаметр, який заповнений висококалорійним пальним, і розроблений для його розпилення на оптимальній висоті над поверхнею (7—10 м). Ініціюючий детонатор, маса якого звичайно становить 1—2 % від ваги пального, розташований вздовж осі симетрії боєприпасу. Його вибух руйнує корпус і розпиляє пальне в повітрі з утворенням вибухової повітряно-пальної аерозольної суміші. В ідеалі аерозольна хмара повинна бути підірвана відразу після досягнення нею розмірів, які забезпечують оптимальне згоряння. Власне об'ємно-детонуючий вибух відбувається не після підриву ініціюючого детонатора (без кисню пальне не горить), а після підриву вторинних іскрових детонаторів (розташовані в хвостовій частині боєприпасу), при цьому затримка становить від 125 до 500 мілісекунд. Чим більша затримка, тим більша ймовірність зносу хмари, або втрати нею критичної концентрації; чим менше — тим вище ризик неповного згорання суміші через нестачу кисню. Тому конструктори експериментують, частіше віддаючи перевагу мінімальній 125-мілісекундній затримці. Для підриву аерозольної хмари використовують як традиційні детонатори з затримкою, так і хімічний метод (трифторид брому, або хлору самозапалюється при контакті з пальним).
Питома теплота згорання висококалорійного пального (44—52 МДж/кг) значно більше теплоти згорання вибухових сумішей з окислювачем (2—25 МДж/кг). Для того, щоб енергія горіння хоча б частково перейшла в ударну хвилю, необхідно, щоб воно завершилось за час ~2R/c (R — радіус хмари, с — швидкість звуку в повітрі), бо інакше більша частина енергії горіння аерозольного пального розсіюється у вигляді тепла.
Відмінності термобаричного боєприпасу від звичайного:
- ТББ за силою ударної хвилі в 5—8 разів сильніші за тротил і мають величезну здатність ураження живої сили ворога. Проте вони не є універсальним засобом ураження і міра їх застосування залежить від того, який тип боєприпасу чи зброї є доцільним і максимально ефективним у кожному конкретному випадку.
- Осколкову і кумулятивну дію по цілі ТББ не виявляють.
- Здатність ТББ дробити, руйнувати об'єкти вибухом хмари паливно-повітряної аерозольної суміші досить мала. Усі руйнування у цьому випадку лише вторинні, тобто відбуваються у процесі викиду за рахунок зіткнення з іншими предметами, землею тощо.
- Для об'ємного вибуху необхідний достатньо великий вільний об'єм простору і обов'язкова наявність кисню,
- За умов сильного вітру, суцільного дощу, аерозольна хмара або не формується взагалі, або сильно розсіюється.

Відмінності термобаричного боєприпасу від ядерного:
- вибух ТББ не спричиняє іонізуючого випромінювання і радіаційного забруднення місцевості;
- ТББ набагато простіші і дешевші у виробництві і зберіганні, ніж ядерні боєприпаси.

## Застосування
Під час збройних конфліктів другої половини XX ст. боєприпаси об'ємного вибуху застосовувались неодноразово, хоча військові завжди намагались приховати факт їх використання.

### В'єтнамська війна
Американська авіація досить активно використовувала ТББ у в'єтнамській війні, для швидкого розчищання в джунглях посадочних майданчиків для гелікоптерів. Вперше ОДАБ були застосовані влітку 1969 року і ефект перевершив усі очікування. «Ірокез» міг нести 2—3 таких бомби (їх транспортували безпосередньо в кабіні). Вибух однієї ОДАБ у будь-яких джунглях створював цілком придатний посадочний майданчик. Дослідним шляхом американські військові спеціалісти визначили, що ТББ є надзвичайно ефективним для боротьби з негерметичними фортифікаційними спорудами в'єтнамських партизан. При вибуху аерозольної хмари всередині, або біля укріплення, всю споруду буквально розносило на шматки.

### Афганістан
Радянська армія почала використовувала ТББ проти афганських партизан із зими 1983 року, зокрема у Пандшерській ущелині — ОДАБи, скинуті стратегічними бомбардувальниками Ту-95МС вщент зруйнували кілька кишлаків. Тоді ж широкого застосування серед спецназу набув реактивний вогнемет РПО-А з термобаричною гранатою.

### Ліван
6 серпня 1982 року в ході війни в Лівані ізраїльський штурмовик F-16 скинув ОДАБ (BLU-82 «Daisy Cutter», американського виробництва) на восьмиповерховий житловий будинок. Вибух стався у безпосередній близькості від будинку, на рівні 1—2 поверхів. Будинок було повністю зруйновано. За різними (суперечливими) даними загинуло близько 300 осіб (переважно ті, хто знаходився не в будинку, а неподалік на вулиці).

### Буря в пустелі
В ході військової операції «Буря в пустелі», бійці англійського спецназу, які виконували розвідувально-диверсійний рейд у тилу іракських військ, випадково стали свідками застосування союзною американською авіацією ОДАБ. Вони були настільки вражені побаченим, що перервали радіомовчання і видали в ефір інформацію про застосування союзниками тактичної ядерної зброї.

### Чеченська війна
У серпні 1999 року на дагестанський аул Тандо, де знаходився великий загін чеченських партизан, російським штурмовиком Су-25 була скинута великокаліберна ОДАБ-500ПМВ. Партизани зазнали величезних втрат у людях, але психологічний ефект виявився незрівнянно більшим. Згодом сама лише поява одиночного (саме одиночного) штурмовика Су-25 змушувала їх терміново залишати населений пункт. З'явився навіть жаргонний термін «ефект Тандо».

### Україна
Під час вторгнення в Україну 2022 року російські війська застосовували термобаричні бомби для підриву нафтозаводу в Охтирці 28 лютого та під час атаки на Харків 1 березня. Також ТББ були скинуті на інфраструктуру Чернігова 4 березня 2022 року, про що свідчать численні свідчення очевидців. Є підозри, що термобарична зброя була також використана при терористичному акті в Оленівці 29 липня, де було вбито 57 українських військовополонених та поранено понад 70. Активно використовували росіяни термобаричну зброю при штурмі Пісок Донецької області в липні-серпні 2022 року.

## Озброєння

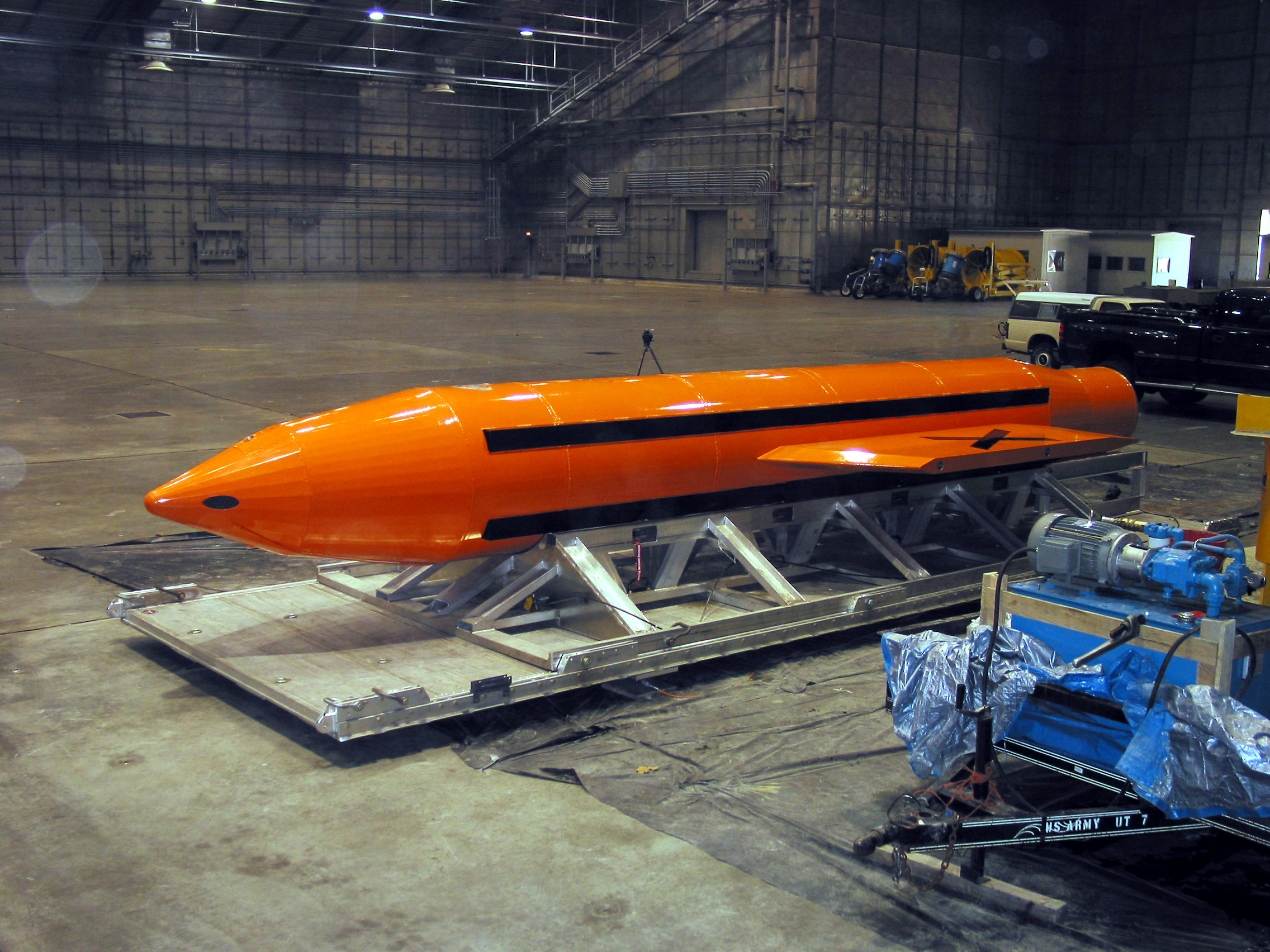
Американська GBU-43/B «MOAB», «Мама усіх бомб»

Дотепер найпотужніший у світі термобаричний боєприпас (авіабомба) GBU-43/B «MOAB» (Massive Ordnance Air Burst),. Знаходиться на озброєнні американських Повітряних Сил. Її випробували в 2003 році. Використовувалась в Афганістані проти бойовиків Талібану.
11 вересня 2007 року російські збройні сили випробували свій новий термобаричний боєприпас під назвою «Тато всіх бомб», який по суті є модифікованою і збільшеною версією авіабомби ОДАБ-500П. Його потужність, згідно з твердженнями військових, можна порівняти тільки з ядерними бойовими зарядами, і який здатний замінити цілий ряд створених раніше ядерних засобів знищення малої потужності. Проте з відео, яке розповсюджували російські телеканали, не зовсім зрозуміло чи дійсно це було випробовування зазначеної бомби, чи просто був показаний якийсь вибух у пропагандистських цілях.

## Виноски
1. ↑  На Охтирку ворог скинув заборонені бомби – мер (відео). www.unian.ua (укр.). Процитовано 28 лютого 2022.
2. ↑  Росіяни обстрілюють Харків термобаричними бомбами, забороненими Женевською конвенцією. Мілітарний (рос.). Процитовано 2 березня 2022.
3. ↑  також жартома названа американськими військовими Мамою усіх бомб
4. ↑  http://www.rian.ru/infografika/20070912/78342869.html
5. ↑  Росія випоробувала найпотужнішу у світі вакуумну бомбу

| Військова техніка | Це незавершена стаття з військових технологій та принципів роботи військової техніки. Ви можете допомогти проєкту, виправивши або дописавши її. |